# Istället för musik: Förvirring
Istället för musik: Förvirring är en EP av bob hund som släpptes på CD 22 april 1996. Vinylen trycktes i 500 exemplar.

## Låtlista
| Nr | Titel                          | Längd |
| -- | ------------------------------ | ----- |
| 1. | Istället för musik: Förvirring |       |
| 2. | Dubbel tvekan                  |       |
| 3. | Plankton                       |       |
| 4. | Min trampolin                  |       |